# Рьонеро-Саннітіко
Рьонеро-Саннітіко (італ. Rionero Sannitico) — муніципалітет в Італії, у регіоні Молізе,  провінція Ізернія.
Рьонеро-Саннітіко розташоване на відстані близько 140 км на схід від Рима, 50 км на захід від Кампобассо, 16 км на північний захід від Ізернії.
Населення — 1113 осіб (2014).

## Демографія
Населення за роками:

Станом на 1 січня 2023 року в муніципалітеті офіційно проживав 51 іноземець з 13 країн, серед них 14 громадян країн Євросоюзу.

## Сусідні муніципалітети
- Аккуавіва-д'Ізернія
- Кастель-ді-Сангро
- Форлі-дель-Санніо
- Монтенеро-Валь-Кокк'яра
- Вастоджирарді